# Nostradamus en la cultura popular

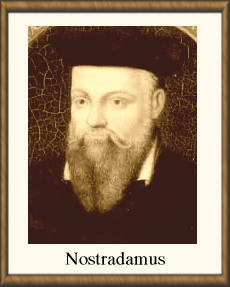
Nostradamus

Nostradamus, autor francés del siglo XVI, y sus "escritos proféticos" se han vuelto un argumento frecuente en la cultura popular mundial de los siglos XX y XXI. Además de ser el sujeto de cientos de libros (de ficción y no), la vida de Nostradamus ha sido descrita e imaginada en algunas películas, y su vida y profecías continúan siendo un argumento interesante para los medios de comunicación y entretenimiento. En la era de Internet, se han difundido bromas o cuartetas alteradas en el estilo de Nostradamus que han circulado en cadenas de correo electrónico. El ejemplo más conocido concierne el ataque contra las Torres Gemelas de Nueva York destruidas en los atentados del 11 de septiembre de 2001.

## Interpretación de las cuartetas por autores modernos

### Louis Pasteur (por Ovadson)
| C I (1), Q XXV (25) | |
| - Español Perdido, encontrado, escondido tanto tiempo. Será pastor semidiós honrado: Cuando la luna acabe su gran siglo. Por otros vientos será deshonrado. | - Francés medieval Perdu, trouvé, caché de si long siecle, Sera pasteur demy Dieu honoré: Ains que la Lune acheve son grand siecle Par autres vints sera deshonoré. |

El biólogo francés Louis Pasteur descubrió los gérmenes comunes que se encuentran en el medio ambiente y en las levaduras e inventó la pasteurización de la leche. Hombre muy estimado por sus contemporáneos, de él pensaban y piensan los seguidores de Nostradamus que la palabra «pasteur» era una indirecta para indicarnos su nombre, aunque se percibe sin dificultad que dicha palabra se traduce directamente como «pastor».
Un autor, Ovadson, sostiene que Nostradamus nos da la fecha casi precisa de la fundación del Instituto Pasteur, afirmando que el último gran ciclo lunar de la astrología comenzó en 1535 y terminó en 1889, un año después de la fundación del mismo instituto, en 1888.
No resulta muy claro a qué se refería Nostradamus con eso de será deshonrado por otros vientos, aunque cabe la posibilidad de que se refiriera al desarrollo de la guerra bacteriológica. Más probablemente se refiere a la profanación de su tumba durante la ocupación alemana de París.

### La Primera Guerra Mundial (por De Fontbrune)
| C III (3), Q XVIII (18) | |
| - Español Después de la lluvia de leche bastante larga, En varios lugares de Reims el cielo golpeado. ¡Oh, qué conflicto de sangre cerca de ellos se apresta! Padres e hijos Reyes no osarán acercarse. | - Francés medieval Après la pluie lait assez longuette, En plusieurs de Reims le ciél touché: Hélas quel meurtre de sang près d'eux s'appreste, Pères et fils Rois n'oseront approcher. |

Durante la Primera Guerra Mundial se usaron gases tóxicos que se condensaban como lluvia amarillenta o blanquecina cremosa, parecidos a la leche, como en la batalla de Ypres (Leper), donde se usó el gas mostaza, que tenía una elevadísima letalidad.
Las batallas más importantes en Francia (por ejemplo: las de Marne, o la Batalla de Verdún) se combatieron a lo largo de un frente que tenía en su centro la antigua ciudad de Reims. La mayor parte de las batallas no dañaron las ciudades importantes que estaban lejos del frente (excepto París, bombardeada por el cañón «Gran Bertha» o algunas pequeñas
partes de Londres, incendiadas por bombarderos ligeros), pero causaron la muerte de muchos jóvenes soldados.
En las guerras anteriores, combatidas según el código de caballería y con el acuerdo del rescate económico de los nobles prisioneros, los ejércitos eran dirigidos directamente casi siempre por los reyes o príncipes de estos reinos. En la Primera Guerra Mundial, la artillería de larga distancia y los proyectiles químicos mataban indiscriminadamente, por lo que ningún rey encabezó estos ejércitos.

### Napoleón Bonaparte (por Anatole Le Pelletier)
| C VIII (8), Q I (1) | |
| - Español Pau, Nay, Loron más a fuego que a sangre será, Nada en halagos, huye grande a los superiores: Las urracas entrada rehusarán, Pampon, Durance los mantendrá encerrados. | - Francés medieval Pau, Nay, Loron plus feu qu'à sang sera, Laude nager, fuir grand aux surrez: Les agassas entree refusera, Pampon, Durance les tiendra enserrez. |

Pau, Nay y Loron, tres ciudades del sur francés, pueden anagramar sus nombres en Napaul(e)on Roy. Napoleón Bonaparte no descendía de ninguna línea dinástica de sangre, ni siquiera indirecta o colateralmente y aunque fue un revolucionario republicano, como buen meridional nepotista intentó fundar su propia línea dinástica. El que fuera comandante de artillería de la Ecole d'Artillierie Royale puede que fuera simbolizado como «fuego». Tras ganar muchas batallas, los soldados de su hermano José Bonaparte fueron vencidos por las tropas anglo-hispano-portuguesas de Sir Arthur Wellesley, primer Duque de Wellington, quien logró bloquear el primero, gracias a líneas fortificadas y a artillería naval, la avanzada francesa en Dinamarca y después defendió Lisboa y derrotó a Napoleón cerca de la de Pamplona. Al mismo tiempo, la Grande Armée fue derrotada, tras la desastrosa campaña invernal desde Moscú.

| C IX (9), Q XXXIII (33) | |
| - Español Hércules Rey de Roma y de Dinamarca. De Galia Guía, tres (veces será) apodado, Temblar Italia y la ola de San Marcos, Primero sobre todos monarca renombrado. | - Francés medieval Herculer Roy de Rome et Dannemarc, De Gaule trois Guion sernommé, Trembler l'Itale et l'onde de sainct Marc, Premier sur tous monarque renommé. |

Napoleón Bonaparte llegó a ser Jefe de Armada tras el «Reinado del Terror» durante la fase final de la Revolución francesa, después de una brillante carrera como comandante de artillería en el asedio a Tolón y como general de las fuerzas revolucionarias que protegían la plaza de París.
Napoleón conquistó la parte norte de Italia, expulsando a los dominadores austríacos gracias a las batallas de Solferino, Dego, Millesimo, Cairo Montenotte y Cosseria y puso fin a la independencia de la República Veneciana (que en su estandarte tenía el león del evangelista San Marcos) cediéndosela a los austríacos.
En el siglo XIX, habrá en Francia un Napoleón II (aunque apenas pueda gobernar) y un Napoleón III.

### Adolf Hitler (por John-Charles De Fontbrune)
| C II (2), Q XXIV (24) | |
| - Español Bestias feroces de hambre ríos tragar*, La mayor parte del campo contra Hister estará, En jaula de hierro el grande hará llevar, Cuando nada el hijo de Germano observará. | - Francés medieval Bestes farouches de faim fleuves tranner, Plus part du champ encontre Hister sera,: En caige de fer le grand fera treisner, Quand rien enfant de Germain observera. |

*(El original tranner se puede traducir como atravesar un río)
El nombre Hister ha sido ligado por parecido fónico con el de Adolf Hitler, un hábil orador elegido Canciller de Alemania en 1933, tras la retirada del canciller Hindenburg, que, a pesar de ganar las elecciones presidenciales de 1932, abandona por su avanzada edad y su precario estado de salud. Como Ister también es conocido, en griego antiguo, el río Danubio, pero los nostradamianos insisten en que el Danubio atraviesa Austria, cerca del lugar natal de Hitler (Braunau am Inn), a orillas del río Inn, pocos kilómetros antes de desembocar en el Danubio. El "grande que se hará llevar en la jaula de hierro" del tercer verso podría ser Benito Mussolini, capturado en Dongo, cerca del lago Maggiore, fusilado después de ser capturado y colgado en ganchos de carnicería junto a su compañera, Clara Petacci.
Se interpreta la primera línea como una referencia a las batallas peleadas a la orilla de los ríos, especialmente contra las hordas de rusos no muy bien aprovisionados de comida, quienes se lanzaban sobre las poblaciones alemanas para alimentarse y después violar a las mujeres.
La cuarta línea ejemplifica el reclutamiento de jóvenes que defendían los más "sencillos" confines occidentales sobre el río Rin. La variante rien (nada) en vez de Rhin podría subrayar la vacuidad de la ideología nazi, la larga espera por el enemigo anglo-americano (que tras la invasión de Normandía, había sido frenado por el fracaso de la operación paracaidista "Market-Garden") o el total aniquilamiento de muchas ciudades
alemanas, como Hamburgo, Dresde, Colonia o Düsseldorf (estas dos últimas, a orillas del Rin). Algunos críticos señalan que en los tiempos de Nostradamus, "Germania" se refería a regiones del río Danubio que actualmente no son contiguas a la moderna Alemania.
El cine (anónimo)
Centuria 1, 
cuarteta 10
Serpientes trasmitidas en la jaula de hierro,
donde los siete hijos del rey van presos,
los ancianos y padres saldrán bajo de la fosa.
antes de morir en su fruto muerto y grita.
Al hacer referencia a las «serpientes trasmitidas en la jaula de hierro», hace referencia a la cinta de una película filme que por lo general se encuentra siempre enrollada, algo que pudo haber sido comparado como serpientes, y que por tener la característica de guardar imágenes en esta cinta, es que también se utiliza la palabra «trasmitidas». Como toda cinta de filme, ésta se encuentra enrollada en un carrete de hierro, que es a lo que se hace alusión cuando se menciona «jaula de hierro».
En cambio cuando se menciona la segunda línea acerca de «los siete hijos del rey» se está haciendo referencia a los siete colores primarios que forman el arco iris, y siendo que estos se generan bajo una condición especial del ambiente así como de la iluminación del sol, es que a éste se le hace referencia conforme a un rey. Es decir, el rey viene a representar el sol, siendo en cambio sus hijos los siete colores que forman el arco iris.
En la tercera línea, cuando se habla sobre «los ancianos y padres saldrán bajo de la fosa» simplemente se está haciendo referencia a que estas imágenes contenidas en el filme tendrán la capacidad de mostrar escenas de aquellos antepasados que hemos tenido a nuestro lado y que ahora los podemos revisar por medio de una película.
Por último, en su última línea de esta 10.ª cuarteta es que se hace referencia a los hermanos Lumière, quienes fueron los inventores del cine mudo y que serán testigos de ver el nacimiento de una nueva etapa en las películas cinematográficas, ya que el cine mudo terminaría sus días para dar comienzo al cine sonoro.

### Lenin (por Jorge Beeche Pozuelo)
| C II (2), Q XXIV (24) | |
| - Español Bestias enfurecidas y hambrientas atravesar los ríos*, La mayor parte de la travesía a través del Hister , En jaula de hierro el grande será llevado, Cuando ningún hijo de la Germanía observará. | - Francés medieval Bestes farouches de faim fleuves tranner, Plus part du champ encontre Hister sera,: En caige de fer le grand fera treisner, Quand rien enfant de Germain observera. |

*(El original tranner se puede traducir como atravesar un río)
El Ister  era el límite del Imperio Romano con la "Germania"  a lo largo de los ríos Rin y Danubio . Las "Bestias enfurecidas" que conducen al  "grande que se hará llevar en la jaula de hierro"  es una clara referencia al ferrocarril que transportaba a Vladímir Ilich Uliánov , conocido como Lenin , que cruzaba los ríos a gran velocidad atravesando la gran "Germania" , en tren sellado y escondido. Bestias, nombre que se le da al caballo,  es una referencia que se le da al Caballo de Hierro, tenemos entonces  "bestias enfurecidas y hambrientas atravesar los ríos" es el caballo de hierro transportando a Lenin a través de Alemania  .  El nombre de Grande es uno de tantos que el profeta le adjudica a Lenin, no es precisamente porque fuese grande sino por el significado de su  nombre; Vlad en idioma ruso es Jefe y Mir es Mundo, Vladimir es entonces "Jefe del Mundo". 
Nostradamus nos da detalles del tren, que viajaba como "bestias enfurecidas", al estar los vagones en que viajaban Lenin y sus camaradas sellados , el profeta le llama " jaula de hierro".
El viaje escondido  de Lenin se da en medio de la Gran Guerra Mundial, los socialdemócratas alemanes propiciaban la subida de los bolcheviques en Rusia, logrando este viaje desde Zúrich en Suiza, hasta San Petersburgo en Rusia, el objetivo era que Lenin creara un daño en las fuerzas rusas que combatían a Alemania durante la guerra, en ese entonces  ya el   zar Nicolás II había abdicado el 15 de marzo de 1917.
El tren en que viajaba Lenin y sus compañeros, tenía que estar sellado a solicitud de él mismo; esto para evitar cualquier injerencia de los alemanes durante el tiempo que  el ferrocarril atravesara la "Germania". Nostradamus es muy claro y conciso  al decir que " ningún hijo de la "Germania" observará"
En marzo de 1917, el Mando Supremo del Ejército Imperial Alemán organiza un viaje en tren para repatriar un grupo de bolcheviques desde Suiza a la Rusia posrevolucionaria. Entre los pasajeros está el líder bolchevique Lenin con su esposa y dirigente socialista Nadezhda Krúpskaya, la feminista socialista y futura dirigente soviética Inessa Armand y los revolucionarios y futuros líderes soviéticos Grigori Zinóviev y Karl Radek.
Alemania concede el permiso de tránsito del vagón acorazado, es decir un coche ferroviario con puertas y ventanillas sellados en modo de evitar cualquier contacto con el exterior y que gozaba de extraterritorialidad.

### El Papa Juan Pablo I (por Renuccio Boscolo)
| C X, Q XII (12) | |
| - Español Elegido Papa, por elegido* será burlado, De pronto (Sodano?) e inesperado es promovido y tímido. Por demasiada bondad dulce a muerte provocado. Atemorizado, extinguida la luz de su muerte que es guía. | - Francés medieval Esleu en Pape, d'esleu sera mocqué, Subit soudain esmeu prompt et timide,: Par trop bon doux à mourir provoqué, Crainte estainte la nuict de sa mort guide. |

Esta cuarteta frecuentemente se pone en relación con el papa Juan Pablo I, Albino Luciani, y su muerte después de un pontificado que duró menos de un mes lunar. Tal vez sea el «de medietate lunae» (de la media luna musulmana) de la profecía de san Malaquías.
El papa Luciani era de verdad muy admirado por su gentileza y simplicidad, aunque también otros "papas elegidos" podrían ser enmarcados por esta profecía. La utilización de la palabra esleu podría servir como alusión a un eslavo. Soudain podría indicar veladamente al cardenal Ángelo Sodano, su posible "gran elector".

### 1999 (varios autores)
C10, Q72
(En) el año mil novecientos noventa (y) nueve (nuevo?) séptimo mes,
Desde el cielo vendrá un gran Rey del terror,
Resucitará un gran Rey de Angoulmois (2), 
Antes y después Marte reinarà en buenahora.
(2)  Angoulmois puede referirse al condado francés de Angouleme, cuna de la casa real Valois, o tal vez ser anagramado como "Mongoulais", que indicaría proveniente "de Mongolia". 
La X.72 es una de las más famosas predicciones de Nostradamus,	
frecuentemente interpretada como la profecía de un gran desastre
o la aparición de un terrorista en julio del año 1999.	
En las noticias de ese mes podemos solo recordar la muerte de
John Kennedy Jr.. (omissis).	
"Curiosamente el nombramiento de Vladímir Putin como primer ministro ( C.VIII-c. 15) vino dado entre dos eclipses de sol (11-07-1991 y 11-08-1999), fechas claves para Rusia ante su Imperio, que se confirmó en la C. X-72, al dilucidarse el año 1999 y el mes de septiembre (11-S, 11-09-2001) y el rearme total de Rusia, por el entonces presidente ruso Dmitri Medvédev y su primer ministro Vladímir Putin (23-04-2009), tras entronizarse como líder asiático al unificar el criterio militar de la OTSC y la OCS (13-10-2007) y realizar su primera guerra fuera de su propio territorio el día de la inauguración oficial de los Juegos Olímpicos de Pekín (08-08-2008), contra la ex-república soviética de Georgia.
Nostradamus parece tratar de una extraña coalición entre eslavos rusos, chinos y musulmanes que atacarían a Israel. En la actualidad, el Occidente aún no se ha atrevido a atacar a Irán por la cuestión nuclear por dicho motivo, su alianza con China y Rusia, en la que cabe también Corea N. e incluso Pakistán. Todo esto se encuadra dentro de un contexto posiblemente nostradamico, maxime cuando recientemente el Secretario General de la OTAN Rassmusen (14-10-2010) propuso ante la reunión preparatoria con los Ministros de Defensa, la Cumbre próxima en Lisboa, prevista para noviembre. También se renunció a retirar las armas nucleares sitas en territorio europeo, en una clara violación del Tratado INF firmado por Ronald Reagan y Mijail Gorbachov en 1987, y que Vladímir Putin puso en duda en 2007."	
O sea, que el gran rey de terror anunciado en esta cuarteta correspondería a la llegada del Anticristo profetizado en la Biblia (Ezequiel cap.38 Y 39 "La llegada de Gog y Magog" y Apocalipsis o Libro de la Revelación, capítulo "Las Dos Bestias" (El "oso ruso" y el "Dragón rojo" Chino).
El Rey Francisco I de Francia se llamaba en el original francés François de Valois-Angoulême, siendo descendiente de estas dos
casas nobiliares. Por esto también podríamos suponer que se trate
del nacimiento de un personaje que renovaría la Monarquía francesa 	 		
Otros sostienen que Nostradamus estaba dando los primeros avisos
de los ataques del 11 de septiembre, dado que el mes de septiembre era originariamente el séptimo mes del calendario Juliano. Dicen que "Mongolia" se aplica a la extensa área alrededor de Afganistán y que el "Rey" es nada menos que Osama bin Laden.	
Marte podría ser interpretado como la guerra (o como la paz en los
años 90 y la sucesiva guerra en Medio Oriente después de los ataques) o podría referirse astronómicamente a la proximidad orbital del planeta Marte en agosto de 2003.	 		
El año 1999, si se aplica a los ataques del 11/9, parece ser un	
error astronómico. (Eclipse total de Sol del Milenio 11-08-1999)
Algunos lo han interpretado como un error
intencional (o tal vez un error mecánico de la esfera armilar de Nostradamus) y que el descarte de dos años se debe atribuir o a la	
órbita de Marte, (su perihelio coincidió con el inicio de la operación "Tormenta y Pavor" sobre Irak el 20-03-2003, o tal vez a divergencias en el determinar la verdadera
fecha de nacimiento de Jesús (su fecha real de nacimiento está entre el -6 a. C. y el año -2 a. C. el año 0 es un convencionalismo, puesto que el año de defunción fue el 29 o 30 d. C.
NOSTRADAMUS Y EL ASTEROIDE AN10 1999 ( AGOSTO 2027 )
Centuria X
Cuarteta 72
El año mil novecientos noventa y nueve, siete meses,
Del cielo vendrá un gran Rey de terror:
Resucitar el gran Rey de Angolmois,
Antes después Marte reinar por dicha.

Century 10
Quatrain 72
L'an mil neuf cens nonante neuf, sept mois,
Du ciel viendra un gran Roy d'effrayeur.
Resusciter le grand Roy d'Angolmois.
Avant apres Mars regner par bon heur.
Nostradamus nos habla de algo que vendrá del cielo y que provocará gran terror entre los humanos.
¿Que puede venir del cielo que provoque tanto temor entre la humanidad?
Un asteroide.
Cuando los astrónomos descubren un nuevo asteroide el nombre que le ponen es el del año en que ha sido descubierto.
En 1999 astrónomos descubrieron un asteroide que se acercará peligrosamente a la Tierra en el año 2027 y en 2039.
Asteroide que lleva por nombre 1999 AN10.
¿Nostradamus nos está dando el nombre del asteroide en su cuarteta y nos dice que se va a estrellar contra la Tierra?
¿ Nos está diciendo que después de la caída del asteroide la guerra reinará felizmente? (Marte dios de la guerra en la mitología romana)
Nostradamus escribió sus cuartetas en francés, si observamos atentamente la primera línea de la cuarteta original, se puede traducir por "El año 1999" pero en realidad nos está dando el nombre del asteroide "El an 1999".
También observamos que Nostradamus ha incluido la cuarteta del asteroide en la décima (10) centuria dándonos más pistas sobre el nombre completo del asteroide que en un futuro impactará contra la tierra.
Asteroide an10 1999.

Centuria I
Cuarteta 69
La gran montaña redonda de siete estadios,
Después paz, guerra, hambre, inundación.
Rodará lejos abismando grandes regiones,
Aún antiguas, y gran fundación.

Montaña redonda se refiere a la forma que tiene el asteroide y nos dice el tamaño , siete estadios.
El estadio es una unidad de longitud romana equivalente a 185 metros.
El tamaño total que nos da para el asteroide es aproximadamente de 1.300 metros , la misma que tiene el asteroide 1999 AN10.
Nos dice en la cuarteta que antes de la caída del asteroide habrá paz pero después vendrá la guerra y que la caída del asteroide provocará inundación, de esta forma nos está diciendo que caerá en el mar, abismando (inundando) grandes regiones.

Centuria II
Cuarteta XVIII
Nueva y lluvia súbita, impetuosa.
Impedirá súbitamente a los dos ejércitos:
Piedra, cielo, fuegos hacer la mar pedregosa,
La muerte de siete tierra y mares súbitamente.

En esta cuarteta nos habla de una piedra que vendrá del cielo y hará la mar pedregosa. La caída del asteroide en el mar conseguirá desplazar el agua provocando un tsunami dejando al descubierto el fondo marino viéndose hasta las piedras que hay en él. (Haciendo la mar pedregosa).

En el apocalipsis de San Juan también se habla de la caída de un asteroide en el mar.
"El segundo ángel toco la trompeta, y como una gran montaña ardiendo en fuego fue precipitada en el mar; y la tercera parte del mar se convirtió en sangre y murió la tercera parte de los seres vivientes que estaban en el mar, y la tercera parte de las naves fue destruida" (Apocalipsis 8:8,9)

¿Donde caerá el asteroide?
Nostradamus nos dice que caerá en el mar provocando una ola que inundará grandes regiones.
Solo hay que buscar alguna cuarteta que nos hable de una ola de grandes proporciones.
Creo que la cuarteta es la siguiente:

Centuria VIII
Cuarteta XVI
En el lugar que Hierón hizo su nave fabricar,
Tan gran diluvio será tan súbito,
Que no habrá lugar ni tierras donde refugiarse,
La ola subirá Fesulano Olímpico

Hierón II, rey de Siracusa (265-215 a. C.) mandó construir un navío con el cual ningún otro pudiese competir, y en efecto, fue tan grande que no se halló en toda la Sicilia un puerto que pudiese contenerlo y lo entregó cargado de trigo como regalo a Ptolomeo III en Alejandría.
Fesulano: Faesulae, Fiesole, es una ciudad de la provincia de Florencia, en la Toscana, Italia.
Olímpico se refiere al monte Olimpo en Grecia.
De esta manera nos está diciendo que la ola subirá por Grecia e Italia.
¿Que puede provocar un diluvio tan súbito del que nadie pueda escapar?
¿Que puede provocar una ola de semejante magnitud?
¿El impacto de un asteroide en el mar y el tsumani que va a provocar?

Centuria II
Cuarteta 16
Nápoles, Palermo, Sicilia, Siracusa,
Nuevos tiranos, fulgurantes fuegos celestes:
Fuerza de Londres, Gante, Bruselas y Susa
Gran hecatombe, triunfo festejar victoria.

En esta cuarteta Nostradamus nos vuelve a nombrar la ciudad de Siracusa junto a fuegos celestes y gran hecatombe.

Juan Carlos de Madrid

NOSTRADAMUS Y LA SEXTILLA NUMERO 27
Sextilla, 27
Celeste feu du costé d´Occidente,
Et du midy, courir jusqu´au Levant,
Vers demy morts sans poinct trouver racine
Troisème aage, à Mars le belliqueux,
Des Escarboucles on verra briller feux,
Aage Escarboucle, et à la fin famine.
Celeste fuego del lado de Occidente,
Y del mediodía, correr hacia el Levante,
Gusanos medio muertos sin encontrar raíz alguna
Tercera edad, a Marte el belicoso,
Carbúnculos se verá brillar fuego,
Edad carbúnculo y al final hambre
Carbúnculo o Carbunco es una enfermedad transmitida de los animales al hombre.
Nostradamus nunca puso fecha a sus profecías pero dice que todo esto ocurrirá en una época que él denomina edad carbúnculo dando a entender que una enfermedad de ese tipo se expandirá por todas partes.
Nostradamus se está refiriendo a la pandemia de coronavirus
Si nos fijamos atentamente la sextilla número 27 y la centuria X cuarteta 72 prácticamente hablan de la caída de algo que viene del cielo y de que Marte (la guerra) reinará felizmente.
En la sextilla incluso nos habla de "la tercera edad de Marte el belicoso" una forma de hablarnos de la tercera guerra mundial.
Century 10
Quatrain 72
L'an mil neuf cens nonante neuf, sept mois,
Du ciel viendra un gran Roy d'effrayeur.
Resusciter le grand Roy d'Angolmois.
Avant apres Mars regner par bon heur.
Centuria X
Cuarteta 72
El año mil novecientos noventa y nueve, siete meses,
Del cielo vendrá un gran Rey de terror:
Resucitar el gran Rey de Angolmois,
Antes después Marte reinar por dicha.
Nostradamus nos da el nombre del asteroide que caerá en la tierra en un futuro.

Asteroide an10 1999. "L'an mil neuf cens nonante neuf".
El año del primer acercamiento de este asteroide a la Tierra es 2027.
Es curioso ver como Nostradamus ha colocado la sextilla en el número 27 el mismo año que ese asteroide se acercará a la Tierra.
Si leemos el número 72 al revés aparece el número 27.
Juan Carlos de Madrid

### El ataque a las Torres Gemelas de Nueva York (11 de septiembre de 2001)
C6, Q97
Cinco* y cuarenta grados el cielo quemará,
Fuego se acerca a la gran ciudad nueva:
En un instante una gran llama dispersa saltará,
Cuando se querrá hacer prueba de los Normandos.
*(Cinco tal vez podría referirse al número de terroristas en cada
avión, además del número proyectado de aviones para secuestrar)
Después de los eventos del 11 de septiembre de 2001, muchos nostradamianos recordaron esta cuarteta.	
Declararon que la latitud de "cinco y cuarenta" así como la gran "ciudad nueva" se pueden aplicar a Nueva York.	 	
Los críticos señalan como Nostradamus se equivocó con latitud, porque Nueva York se encuentra muy debajo del 41° paralelo. Además, la palabra "cité neuve", ciudad nueva, es el nombre de una ciudad francesa que	
por coincidencia se encuentra en la misma latitud.	
"Hacer prueba de los Normandos" se interpreta en muchas maneras;	
"Normandos" se puede aplicar a los residentes de Norteamérica, Inglaterra, o Francia. Un lector italiano sostiene que hay	
que mirar hacia Palermo, en Sicilia, donde justo en el 2001	
se realizaban test sobre el ADN de los cuerpos de los Re Svevi, normandos, que están sepultados en una catedral.